# Naruto the Movie: Ninja Clash in the Land of Snow
Naruto the Movie: Ninja Clash in the Land of Snow (яп. 劇場版 NARUTO -ナルト-大活劇! 雪姫忍法帖だってばよ!!,, Ґекіджьōбан Наруто: Дай кацуґекі! Юкі хіме нінпōчьō даттебайо!!, Наруто: Грандіозна сцена! Книга мистецтва ніндзя принцеси країни Снігу!!) — це анімаційний фільм заснований на манґі й аніме японського манґакі Масаші Кішімото. Реліз відбувся 21 серпня 2004 року в Японії. Популярність серії призвела до появи декількох сиквелів, першим з яких став фільм Naruto the Movie: Legend of the Stone of Gelel. Події фільму відбуваються після 101 епізоду аніме. В США фільм вперше транслювався 17 вересня 2007 року на телеканалі Cartoon Network. Пісня Home Sweet Home у титрах була виконана японською співачкою YUKI. У англійської адаптації пісня була замінена на Never Give Up виконавця Джеремі Світа у зв'язку з ліцензійними обмеженнями.
До японського релізу також була включена OVA Щорічний спортивний фестиваль Конохі (木ノ葉運動会, Коноха Ундōкай). Ця десятихвилинна короткометражка оповідає про те, як Наруто Удзумакі невдало намагається скористатися вбиральнею під час участі у спортивному турнірі. Ця анімація примітна тим, що в її рамках з'являється практично кожен персонаж зі всесвіту Наруто, живий чи мертвий, зокрема — Мінато Намікадзе.

## Сюжет
Наруто Удзумакі, Саске Учіха та Сакура Харуно дивляться у місцевому кінотеатрі фільм за участю акторки Юкіе Фуджікадзе. Какаші Хатаке запросив їх подивитися цей фільм з метою підготовки до наступної місії: не допустити, щоб Юкіе, яка грає принцесу Гейл, викрали під час виробництва її нового фільму. Пізніше виявляється, що Юкіе — це Коюкі Кадзахана, справжня принцеса з острова, відомого як Країна Снігу. Дото Кадзахана, який, як виявляється, є дядьком Коюкі, був відповідальним за вбивство її батька Сосецу під час державного перевороту. Протягом знімання фільму прихильники Дото, одягнені в спеціалізовану чакра броню, намагаються захопити принцесу, але команді № 7 вдається врятувати її. Зрештою Дото захоплює Коюкі й вбиває її охоронців, які з'являються, намагаючись захистити та відновити її належний статус як правительки Країни Снігу. Наруто проникає на корабель, щоб врятувати принцесу, але замість того сам стає заручником, коли його зупиняють і надягають на нього пристрій для стримування чакри. Перед тим, як затримати Коюкі й Наруто, Дото змушує Коюкі передати йому кришталеве намисто, яке подарував їй батько, коли вона була молодою, думаючи, що це ключ, який може розблокувати прихований Сосецу скарб.
Саске, Сакура і Какаші проникають у фортецю, тоді як Наруто та Коюкі звільняються з полону. Виявляється, що кришталеве намисто, яке Дото забрав у Коюкі, було замінено Какаші на фальшивку, розповідаючи про це він повертає оригінал Коюкі. Герої знову стикаються з Дото, але цього разу йому вдається захопити справжнє кришталеве намисто і він втікає разом з Коюкі. Наруто починає переслідувати Дото, тоді як решта членів команди № 7 борються з прихильниками Дото. Какаші вдається помститься, коли він перемагає Надаре Рогу, одного з прихильників Дото, в той самий час Саске і Сакура перемагають двох інших його прихильників — Фубукі Какуйоку та Мідзоре Фуюкуму. Тим часом Дото знаходить прихований скарб, який виявляється пристроєм, здатним перетворити острів на Землю весни. Наруто зіштовхується з ним у поєдинку, але не може його перемогти, разом з тим Саске використовує свою техніку Чідорі (яп. 千鳥, «Одна тисяча птахів»), щоб послабити броню Дото. Невдовзі після цього Наруто вивільняє свою енергію і використовує нову техніку Расенган чакри семи кольорів, вбиваючи Дото й активуючи дзеркало, яке трансформує землю острова. Після цього Коюкі вирішує повернути собі належний їй статус королівської особи й повідомляє команді № 7, що навіть у її новому житті, вона все ще не відмовляється від акторської кар'єри.

## Актори
| Роль              | Японський актор(ка) | Американський актор(ка) |
| ----------------- | ------------------- | ----------------------- |
| Наруто Удзумакі   | Джюнко Такеучі      | Мейл Фленаган           |
| Саске Учіха       | Норіакі Суґіяма     | Юрій Ловенталь          |
| Сакура Харуно     | Чіе Накамура        | Кейт Хіггінс            |
| Какаші Хатаке     | Кадзухіко Іноуе     | Дейв Віттенберг         |
| Сōсецу Кадзахана  | Хідехіко Ішідзука   | Кем Кларк               |
| Юкіе Фуджікадзе   | Ю̄ко Кайда           | Карі Волгрен            |
| Надаре Рōга       | Хіротака Судзуокі   | Ліам О'Браєн            |
| Сандаю̄ Асама      | Ікуо Нішікава       | Даран Норріс            |
| Фубукі Какуйоку   | Джун Карасава       | Сінді Робінзон          |
| Мідзоре Фуюкума   | Холлі Канеко        | Кайл Хеберт             |
| Дотō Кадзахана    | Цутому Ісобе        | Лекс Ленг               |
| Режисер Макіно    | Чікао Ōцука         | Майкл Мак-Коногі        |
| Помічник режисера | Акіміцу Такасе      | Сем Рігель              |
| Кін/Бурікен       | Ютака Накано        | Даг Стоун               |
| Хідеро            | Кан Танака          | Джеймісон Прайс         |

## Релізи
Фільм вийшов у Японії 21 серпня 2004 року. Пізніше 28 квітня 2005 року відбувся реліз на DVD. 6 червня 2007 року компанія Fathom Events організувала одноденний показ фільму в 160 кінотеатрах Сполучених Штатів. 23 червня 2007 року показ фільму відбувся у п'ятдесяти кінотеатрах Канади. 14 жовтня 2007 року компанія Madman Entertainment організувала спеціальний одноденний театральний реліз в Австралії. У 2007 році фільм був показаний на канадському Fantasia Festival та в Британському музеї.
DVD реліз фільму дебютував на 25-ій сходинці рейтингу Nielsen Videoscan.
Замість OVA, включеної до японського релізу, американський реліз містив у собі короткометражний фільм під назвою «Світ Наруто», а також додаткові матеріали після нього — інтерв'ю з головними англійськими акторами озвучування та деякими акторами з японського складу. 4 вересня 2007 року японська OVA була додана до DVD релізу в Північній Америці. Телевізійна прем'єра фільму відбулася на телеканалі Cartoon Network 8 вересня 2007 року. Фільм також показувався в Канаді у кінотеатрах Cineplex Odeon та Empire Theatres за допомогою Bell Satellite TV, який дозволяв одночасний показ у всіх кінотеатрах.
13 листопада 2007 року вийшло делюкс видання фільму на трьох дисках, воно містило безліч додаткових матеріалів, яких стандартний DVD, випущений кількома місяцями раніше, не включав. Зокрема у делюкс видання було включено десятихвилинну короткометражку «Щорічний спортивний фестиваль Конохі», яка до того була тільки у японському релізі, повний саундтрек, документальні фільми про американський склад акторів озвучування, листівки з ілюстраціями з фільму тощо.

## Відгуки
Хелен Маккарті у своєму переліку «500 Essential Anime Movies» називає цей фільм «гарним введенням до основних тем серіалу — наполегливості, рішучості, віри в себе та волі ніколи не здаватися», вона також хвалить антураж і ілюстрації фонів, зазначаючи, що «північні замерзлі пейзажі виглядають особливо добре».